# Ossenreyerstraße 43 (Stralsund)
Das Haus mit der postalischen Adresse Ossenreyerstraße 43 ist ein unter Denkmalschutz stehendes Gebäude in der Ossenreyerstraße im Stadtgebiet Altstadt in Stralsund.

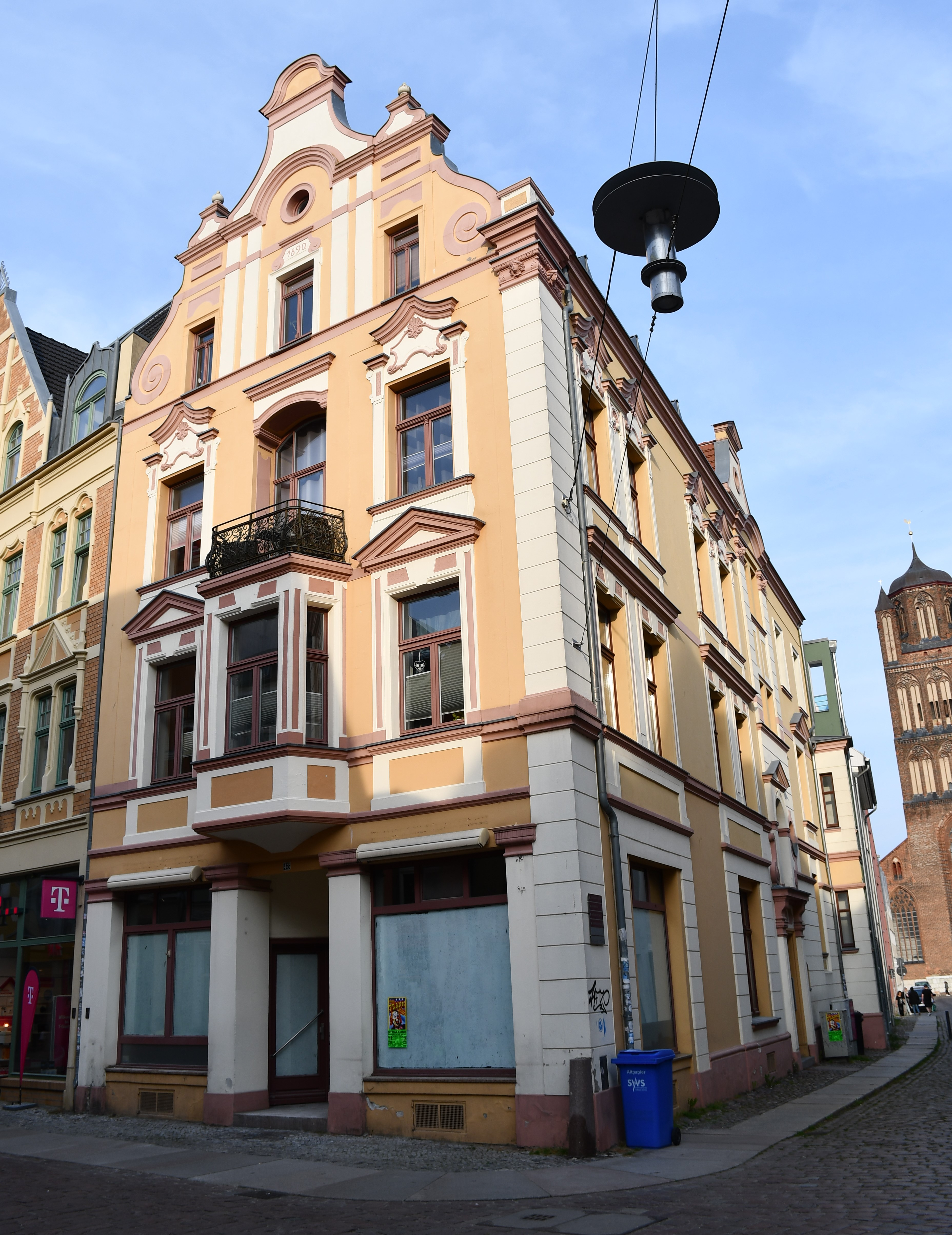
Haus Ossenreyerstraße 43 (2023)

Das dreigeschossige Eckgebäude weist zur Ossenreyerstraße eine schmale, dreiachsige Giebelseite auf, die Längsseite zur Böttcherstraße ist traufständig ausgeführt. Das Haus wurde im Jahr 1890 durch den Umbau eines Vorgängerbaus errichtet und ist durch neobarocke Formen geprägt. Die Giebelseite trägt einen hohen, gestuften Volutengiebel, im ersten Obergeschoss ist ein Erker ausgeführt. Im zweiten Obergeschoss sind aufwändige Fensterverdachungen vorhanden, die sich auch an der Seitenfassade finden; ein Eckpilaster trennt die Seiten dieses Obergeschosses optisch.
Das Haus liegt im Kerngebiet des von der UNESCO als Weltkulturerbe anerkannten Stadtgebietes des Kulturgutes „Historische Altstädte Stralsund und Wismar“. Es ist in die Liste der Baudenkmale in Stralsund eingetragen.